# N'Golo Kanté
N'Golo Kanté (París, 29 de marzo de 1991) es un futbolista francés que juega en la posición de centrocampista en el Al-Ittihad Jeddah Club de la Liga Profesional Saudí.

## Trayectoria
Kanté nació en París y es hijo de inmigrantes de Malí, país del que también tiene la nacionalidad. Se lo nombró en honor al exesclavo Ngolo Diarra, que se convirtió en rey de Segú en el siglo XVIII. Pasó su infancia junto con sus ocho hermanos en el suburbio de Rueil-Malmaison, en el departamento de Hauts-de-Seine; su madre era trabajadora de limpieza y su padre fue un recolector de basura que falleció cuando Kanté tenía once años.
Jugó al fútbol durante su juventud en la región de Suresnes, donde jugó regularmente en todos los torneos con límite de edad, sin embargo, nunca llegó a integrar las filas de algún club profesional. Durante su última temporada en la Promoción de Honor marcó diez goles.
Descubierto por el US Boulogne, un club de la Ligue 2, firmó un contrato amateur con ellos en 2010 y luego jugó en el equipo B, en la cuarta división francesa. Tras el descenso del primer equipo a la liga nacional en 2012, y tras la salida de varios jugadores y directivos, se incorporó al primer equipo y de inmediato se impuso en el mediocampo. Sus actuaciones le valieron que al final de la temporada la revista France Football lo catalogara como uno de los jugadores más importantes de la liga.
Terminó el bachillerato y a la par de su actividad futbolística, estudió una carrera técnica en contabilidad.

### U. S. Boulogne
Kanté comenzó su carrera a los 18 años. Según su asistente mánager, Pierre Ville, Kanté quedó fuera del radar de los grandes equipos por su baja estatura. A través de los contactos del presidente en 2010, se unió a los reservas del U. S. Boulogne. Debutó en el último partido de la Ligue 2, el 18 de mayo de 2012, en una derrota 1–2 de su equipo ya descendido contra el Monaco, entrando como suplente.

### S. M. Caen

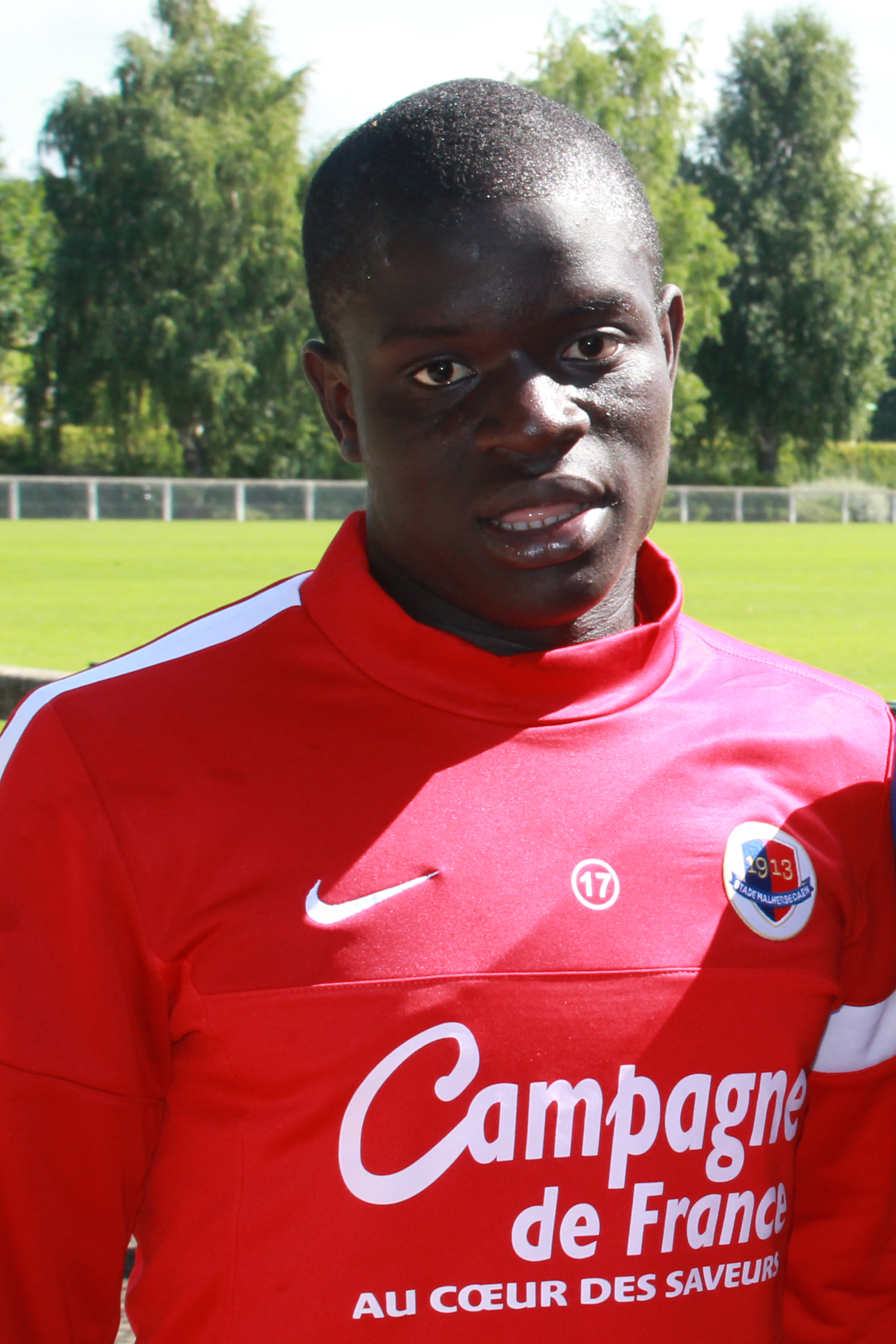
Kanté con Caen en 2013

En 2013 se unió al Caen y jugó los 38 partidos en su primera temporada. Quedó tercero en la Ligue 2, ascendiendo a la Ligue 1. El 9 de agosto marcó su primer gol contra el Laval.
La siguiente temporada, Kanté juega 37 partidos, solo perdiendo uno por suspensión, al ser expulsado contra el Rennes, el 30 de agosto. N'Golo Kanté fue el jugador que más veces recuperó el balón en toda Europa.

### Leicester City
El 3 de agosto de 2015, Kanté fue traspasado al Leicester City de la Premier League inglesa por petición expresa del nuevo técnico del equipo Claudio Ranieri. La operación fue cifrada en aproximadamente 5,6 millones de libras (unos 8 millones de euros) y el jugador firmó un contrato por cuatro años.
Jugó su primer partido con la camiseta del Leicester City, el 8 de agosto, en la primera jornada de la Premier reemplazando a Jamie Vardy a falta de pocos minutos para que concluyera el choque que enfrentaba a su equipo con el Sunderland. El marcador final fue de 4-2 favorable al equipo de Leicestershire. Su primer gol con los foxes llegó el 7 de noviembre, en el King Power Stadium, en la victoria del Leicester City por 2-1 ante el Watford. El francés fue uno de los jugadores más importantes en la temporada debido a que fue el que le dio el equilibrio al mediocampo para conseguir el primer título de liga del Leicester.

### Chelsea
Fue fichado el 25 de julio de 2016 por el Chelsea F. C. de la Premier League por 30 millones de euros, firmando por cinco temporadas. Llegó a este club por sus logros de la anterior campaña conquistando el título de la Premier League con el Leicester City.
El 15 de agosto de 2016, Kanté hizo su debut en la competición en su primer partido de la temporada contra el West Ham United. A pesar de que recibió una tarjeta amarilla en los primeros tres minutos del juego, brilló a medida que avanzaba el juego, para ayudar al Chelsea a conseguir una victoria de 2-1. Tres meses después de su traslado a Londres, se enfrentó a su equipo anterior, el Leicester City por primera vez, y fue el Hombre del Partido en una victoria por 3-0. El 23 de octubre, marcó su primer gol para el Chelsea en una victoria en casa 4-0 contra el Manchester United.
El 26 de diciembre de 2016, L'Équipe nombró a Kanté como el sexto mejor futbolista del mundo en 2016.
El 13 de marzo de 2017, Kanté fue nombrado como el hombre del partido y anotó el único gol en el minuto 51, en una victoria de los cuartos de final de la Copa FA sobre el Manchester United en Stamford Bridge.
El 20 de abril, Kanté fue nombrado en el equipo PFA del año por segunda temporada consecutiva. Más tarde también fue nombrado Jugador del Año de PFA, el Jugador del Año de FWA, y el Jugador de la Temporada de la Premier League. Kanté se convirtió en el primer jugador desde Éric Cantona, en 1993, en ganar dos títulos consecutivos en Inglaterra con dos clubes diferentes. En octubre de 2017, Kanté fue nominado para el Ballon d'Or, que se otorga al mejor jugador del mundo del fútbol.
Realizó un buen papel en la temporada 2020-2021 con el club inglés al ganar la Liga de Campeones de la UEFA 2020-21 como una de las grandes figuras del equipo, eliminando desde octavos hasta la final al Atlético de Madrid, al F. C. Porto, al Real Madrid y al Manchester City. Fue uno de los jugadores con mejor desempeño en el partido de la final de dicha edición, recibió el premio del Jugador del Partido dado por UEFA y esto sumado a los elogios de la prensa deportiva.

### Al-Ittihad
Fichó por el club árabe el 20 de junio de 2023, acompañando a su compañero de la selección francesa Karim Benzema, que se marchó del Real Madrid a aquel equipo.

## Selección nacional

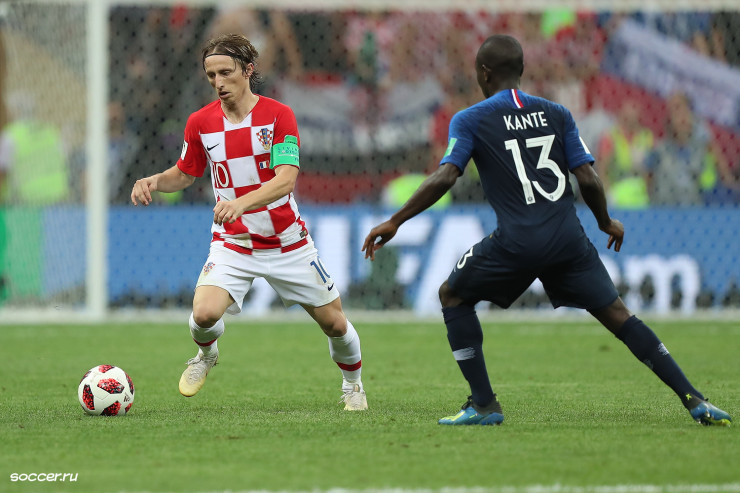
Luka Modrić y Kanté durante la final del Mundial Rusia 2018 entre y.

Es internacional con la selección de Francia. Debutó el 25 de marzo de 2016 en un encuentro amistoso disputado en el Amsterdam Arena ante Países Bajos, que acabó con victoria para su país por 2-3. Kanté entró al terreno de juego tras el descanso sustituyendo a Lass Diarra. Se estrenó como titular y como goleador internacional cuatro días después, fecha de su vigesimoquinto cumpleaños, en la victoria francesa ante Rusia en el Estadio de Francia por 4-2. Meses después, participó en la Eurocopa 2016, donde logró el subcampeonato.
El 17 de mayo de 2018, el seleccionador Didier Deschamps lo incluyó en la lista de 23 para el Mundial de Rusia.
Fue un pilar básico de la selección de Francia, y se consagró campeón del Mundo después de superar a Croacia por 4 a 2 en la Final.
No pudo participar del Mundial de Catar 2022, por una lesión sufrida al servicio de su club el 14 de agosto de 2022, con recaída en octubre.

### Participaciones en Copas del Mundo
| Mundial           | Sede  | Resultado | Partidos | Goles |
| ----------------- | ----- | --------- | -------- | ----- |
| Copa Mundial 2018 | Rusia | Campeón   | 7        | 0     |

### Participaciones en Eurocopas
| Copa          | Sede     | Resultado        | Partidos | Goles |
| ------------- | -------- | ---------------- | -------- | ----- |
| Eurocopa 2016 | Francia  | Subcampeón       | 4        | 0     |
| Eurocopa 2020 | Europa   | Octavos de final | 4        | 0     |
| Eurocopa 2024 | Alemania | Semifinales      | 6        | 0     |

### Goles internacionales
| Número | Fecha                   | Lugar                                 | Rival    | Gol | Resultado | Competición                         |
| ------ | ----------------------- | ------------------------------------- | -------- | --- | --------- | ----------------------------------- |
| 1      | 29 de marzo de 2016     | Stade de France, Saint-Denis, Francia | Rusia    | 1-0 | 4-2       | Amistoso                            |
| 2      | 14 de noviembre de 2020 | Estádio da Luz, Lisboa, Portugal      | Portugal | 0-1 | 0-1       | Liga de Naciones de la UEFA 2020-21 |

## Estadísticas

### Clubes
Actualizado al último partido disputado el 30 de mayo de 2025.
| Club | Div.          | Temporada     | Liga  | Liga  | Liga   | Copas nacionales(1) | Copas nacionales(1) | Copas nacionales(1) | Copas internacionales(2) | Copas internacionales(2) | Copas internacionales(2) | Total | Total | Total  |
| Club | Div.          | Temporada     | Part. | Goles | Asist. | Part.               | Goles               | Asist.              | Part.                    | Goles                    | Asist.                   | Part. | Goles | Asist. |
| --- | ------------- | ------------- | ----- | ----- | ------ | ------------------- | ------------------- | ------------------- | ------------------------ | ------------------------ | ------------------------ | ----- | ----- | ------ |
| U. S. Boulogne Francia | 2.ª           | 2011-12       | 1     | 0     | 0      | —                   | —                   | —                   | —                        | —                        | —                        | 1     | 0     | 0      |
| U. S. Boulogne Francia | 3.ª           | 2012-13       | 37    | 3     | 0      | 3                   | 1                   | 0                   | —                        | —                        | —                        | 40    | 4     | 0      |
| U. S. Boulogne Francia | Total club    | Total club    | 38    | 3     | 0      | 3                   | 1                   | 0                   | 0                        | 0                        | 0                        | 41    | 4     | 0      |
| S. M. Caen Francia | 2.ª           | 2013-14       | 38    | 2     | 2      | 5                   | 1                   | 2                   | —                        | —                        | —                        | 43    | 3     | 4      |
| S. M. Caen Francia | 1.ª           | 2014-15       | 37    | 2     | 5      | 2                   | 1                   | 0                   | —                        | —                        | —                        | 39    | 3     | 5      |
| S. M. Caen Francia | Total club    | Total club    | 75    | 4     | 7      | 7                   | 2                   | 2                   | 0                        | 0                        | 0                        | 82    | 6     | 9      |
| Leicester City F. C. Inglaterra | 1.ª           | 2015-16       | 37    | 1     | 4      | 3                   | 0                   | 0                   | —                        | —                        | —                        | 40    | 1     | 4      |
| Leicester City F. C. Inglaterra | Total club    | Total club    | 37    | 1     | 4      | 3                   | 0                   | 0                   | 0                        | 0                        | 0                        | 40    | 1     | 4      |
| Chelsea F. C. Inglaterra | 1.ª           | 2016-17       | 35    | 1     | 1      | 6                   | 1                   | 0                   | —                        | —                        | —                        | 41    | 2     | 1      |
| Chelsea F. C. Inglaterra | 1.ª           | 2017-18       | 34    | 1     | 1      | 8                   | 0                   | 1                   | 6                        | 0                        | 0                        | 48    | 1     | 2      |
| Chelsea F. C. Inglaterra | 1.ª           | 2018-19       | 36    | 4     | 4      | 7                   | 1                   | 0                   | 10                       | 0                        | 0                        | 53    | 5     | 4      |
| Chelsea F. C. Inglaterra | 1.ª           | 2019-20       | 22    | 3     | 0      | 1                   | 0                   | 0                   | 5                        | 0                        | 0                        | 28    | 3     | 0      |
| Chelsea F. C. Inglaterra | 1.ª           | 2020-21       | 30    | 0     | 2      | 5                   | 0                   | 0                   | 13                       | 0                        | 1                        | 48    | 0     | 3      |
| Chelsea F. C. Inglaterra | 1.ª           | 2021-22       | 26    | 2     | 4      | 7                   | 0                   | 0                   | 9                        | 0                        | 1                        | 42    | 2     | 5      |
| Chelsea F. C. Inglaterra | 1.ª           | 2022-23       | 7     | 0     | 1      | 0                   | 0                   | 0                   | 2                        | 0                        | 0                        | 9     | 0     | 1      |
| Chelsea F. C. Inglaterra | Total club    | Total club    | 190   | 11    | 13     | 34                  | 2                   | 1                   | 45                       | 0                        | 2                        | 269   | 13    | 16     |
| Al-Ittihad Jeddah Club Arabia Saudita | 1.ª           | 2023-24       | 30    | 2     | 5      | 6                   | 1                   | 0                   | 10                       | 1                        | 1                        | 46    | 4     | 6      |
| Al-Ittihad Jeddah Club Arabia Saudita | 1.ª           | 2024-25       | 31    | 4     | 3      | 4                   | 0                   | 1                   | —                        | —                        | —                        | 35    | 4     | 4      |
| Al-Ittihad Jeddah Club Arabia Saudita | Total club    | Total club    | 61    | 6     | 8      | 10                  | 1                   | 1                   | 10                       | 1                        | 1                        | 81    | 8     | 10     |
| Total carrera | Total carrera | Total carrera | 401   | 25    | 32     | 57                  | 6                   | 4                   | 55                       | 1                        | 3                        | 513   | 32    | 39     |
| (1) Incluye datos de la Copa de Francia, Copa de la Liga de Francia, FA Cup, Copa de la Liga de Inglaterra, Community Shield, Copa del Rey de Campeones y Supercopa de Arabia Saudita. (2) Incluye datos de la Liga de Campeones de la UEFA, Liga Europea de la UEFA, Supercopa de Europa, Copa Mundial de Clubes de la FIFA, Campeonato de Clubes Árabes y Liga de Campeones de la AFC. |               |               |       |       |        |                     |                     |                     |                          |                          |                          |       |       |        |

### Selección
| Selección | Temporada | Amistosos | Amistosos | Amistosos | Europa | Europa | Europa | Mundial | Mundial | Mundial | Total | Total | Total  |
| Selección | Temporada | Part.     | Goles     | Asist.    | Part.  | Goles  | Asist. | Part.   | Goles   | Asist.  | Part. | Goles | Asist. |
| --------- | --------- | --------- | --------- | --------- | ------ | ------ | ------ | ------- | ------- | ------- | ----- | ----- | ------ |
| Francia   | 2016      | 6         | 1         | 0         | 4      | 0      | 1      | 3       | 0       | 0       | 13    | 1     | 1      |
| Francia   | 2017      | 3         | 0         | 0         | -      | -      | -      | 4       | 0       | 0       | 7     | 0     | 0      |
| Francia   | 2018      | 5         | 0         | 0         | 4      | 0      | 0      | 7       | 0       | 0       | 16    | 0     | 0      |
| Francia   | 2019      | 0         | 0         | 0         | 3      | 0      | 0      | -       | -       | -       | 3     | 0     | 0      |
| Francia   | 2020      | 1         | 0         | 0         | 4      | 1      | 0      | -       | -       | -       | 5     | 1     | 0      |
| Francia   | 2021      | 0         | 0         | 0         | 1      | 0      | 0      | -       | -       | -       | 1     | 0     | 0      |
| Total     | Total     | 15        | 1         | 0         | 16     | 1      | 1      | 14      | 0       | 0       | 45    | 2     | 1      |

## Palmarés

### Títulos nacionales
| Título                    | Club                 | País           | Año     |
| ------------------------- | -------------------- | -------------- | ------- |
| Premier League            | Leicester City F. C. | Inglaterra     | 2015-16 |
| Premier League            | Chelsea F. C.        | Inglaterra     | 2016-17 |
| FA Cup                    | Chelsea F. C.        | Inglaterra     | 2017-18 |
| Liga Profesional Saudí    | Al-Ittihad Club      | Arabia Saudita | 2024-25 |
| Copa del Rey de Campeones | Al-Ittihad Club      | Arabia Saudita | 2024-25 |

### Títulos internacionales
| Título                            | Club (*)             | Sede    | Año     |
| --------------------------------- | -------------------- | ------- | ------- |
| Copa Mundial de Fútbol            | Selección de Francia | Rusia   | 2018    |
| Liga Europa de la UEFA            | Chelsea F. C.        | Bakú    | 2018-19 |
| Liga de Campeones de la UEFA      | Chelsea F. C.        | Oporto  | 2020-21 |
| Supercopa de la UEFA              | Chelsea F. C.        | Belfast | 2021    |
| Copa Mundial de Clubes de la FIFA | Chelsea F. C.        | EAU     | 2021    |

(*) Incluyendo la selección.

### Distinciones individuales
| Distinción                                                        | Año                                 |
| ----------------------------------------------------------------- | ----------------------------------- |
| Mejor Jugador del Leicester City F. C. (elegido por la plantilla) | 2016                                |
| Equipo del año PFA                                                | 2016, 2017                          |
| Nominado al FIFA/FIFPro World XI                                  | 2016, 2017, 2019                    |
| Elegido en el equipo del año por L'Équipe                         | 2016, 2017, 2018                    |
| ESM Team of the Year                                              | 2016, 2017                          |
| Mejor jugador por jugadores de la Premier League                  | 2017                                |
| Jugador del Año de la Premier League                              | 2017                                |
| Mejor Jugador del Chelsea F. C. (elegido por la plantilla)        | 2017                                |
| Premio FWA al futbolista del año                                  | 2017                                |
| London Football Awards Player of the Year                         | 2017                                |
| Noveno lugar en el Premio The Best FIFA                           | 2017                                |
| Jugador francés del año                                           | 2017                                |
| Premio UNFP al mejor jugador francés en el extranjero             | 2017, 2018                          |
| Nominado al Balón de Oro                                          | 2017 (8.º), 2018 (11.º), 2021 (5.º) |
| Mejor Jugador del Chelsea F. C.                                   | 2018                                |
| MVP contra Dinamarca en la Copa Mundial de Fútbol de 2018.        | 2018                                |
| XI Mundial FIFA/FIFPro                                            | 2018                                |
| Mejor Centrocampista del Mundo según ESPN                         | 2019, 2021                          |
| Mejor centrocampista de la Liga de Campeones de la UEFA           | 2021                                |
| Jugador del partido vs Austria - Eurocopa                         | 2024                                |
| Jugador del partido vs Países Bajos - Eurocopa                    | 2024                                |

### Condecoraciones
| Distinción                      | Año  |
| ------------------------------- | ---- |
| Caballero de la Legión de Honor | 2019 |